# Mycetoporus niger
Mycetoporus niger är en skalbaggsart som beskrevs av Leon Fairmaire och Joseph Alexandre Laboulbène 1856. Mycetoporus niger ingår i släktet Mycetoporus, och familjen kortvingar. Arten är reproducerande i Sverige.